# Цзыбо Цуцзюй
«Цзыбо Цуцзюй» (кит. 淄博蹴鞠) — бывший китайский футбольный клуб из провинции Шаньдун, город Цзыбо, выступающий во второй по значимости китайской лиге. Домашние матчи проводит на городском стадионе Цзыбо вместимостью 45,000 человек. 

## История
Футбольная команда начала выступать с июня 1982 года и собралась впервые после чемпионата мира 1982 года. Так как в основном участники команды играли вместе только по воскресеньям, команда стала называться «Цзыбо Сандэй» (Zibo Sunday). Официально клуб был зарегистрирован как любительский 18 июля 1996 года. «Цзыбо Сандэй» заняла третье место в розыгрыше любительской Лиги Вижн 2011 года (2011 AFC Vision China Championship), а также попала в квалификационный турнир розыгрыша национального кубка 2012 года, однако проиграли представляющему вторую лигу клубу «Дунгуань Наньчэн» со счётом 3–0. 30 сентября 2017 года «Цзыбо Сандэй» получила возможность выступать во второй лиге Китая, после победы в полуфинале Любительской лиги Китая 2017 года над «Лхаса Урбан» со счётом 1–0.В итоге клуб выиграл Любительскую лигу, в финале победив «Аньхой Хэфэй». После сезона во второй лиге 2018 года команда финишировала в середине таблицы, а в январе 2019 года сменила название на Цзыбо Цуцзюй, подчеркнув в названии принадлежность к городу Цзыбо и увековечив в названии Цуцзюй, форму прото-футбола в древнем Китае.
По итогам розыгрыша Второй лиги Китая сезона 2020 года команда заняла второе место и получила право выступать во втором по значимости дивизионе Китая - первой лиге. 

## Изменение названия
- 1982–2018 Цзыбо Сандэй (淄博星期天)
- 2019–н. в. Цзыбо Цуцзюй (淄博蹴鞠)